# Seekopf (Pfälzerwald)
Der Seekopf ist ein Berg im Pfälzerwald.

## Geographie

### Lage
Der Seekopf befindet sich innerhalb des Landkreises Bad Dürkheim. Seine Nord- und Westflanke befinden sich auf der Gemarkung der Stadt Bad Dürkheim. Seine Süd- und Ostflanke gehören zu Wachenheim an der Weinstraße. In beiden Fällen liegt er abseits von deren Siedlungsgebieten, die sich jeweils mehrere Kilometer weiter östlich befinden.
Umliegende Berge sind der Becherskopf (522 m), der Rothsteiger Kopf (388,8 m), der Zimmerberg (436,1 m) und der Taubenrux (471,5 m).

### Gewässer
Entlang seiner Südflanke verläuft der Mußbach; dort befindet sich ebenso der Siebenröhrenbrunnen. An seiner Ostflanke entspringt der Bach vom Seekopf. An seiner Nordwestflanke entspringt außerdem der Schwabenbach.

### Naturräumliche Zuordnung
1. Großregion 1. Ordnung: Schichtstufenland beiderseits des Oberrheingrabens
2. Großregion 2. Ordnung: Pfälzisch-saarländisches Schichtstufenland
3. Großregion 3. Ordnung: Pfälzerwald
4. Region 4. Ordnung (Haupteinheit): Mittlerer Pfälzerwald
5. Region 5. Ordnung: Tal-Pfälzer-Wald

## Verkehr
Entlang seiner Ostflanke verläuft die Kreisstraße 16, die eine Verbindung mit Lindenberg und Wachenheim schafft.

## Tourismus
Entlang seiner Süd- und Ostflanke erstreckt sich der Kurpfalz-Park. Über den Berg verläuft außerdem ein Wanderweg, der mit einem gelben Balken markiert ist und der in Glanbrücken beginnt und bis nach Wachenheim führt. Über seine Nordwestflanke führt ein weiterer Wanderweg, der mit einem grün-weißen Balken markiert ist und von Hertlingshausen nach Sankt Martin führt.